# いわき市立植田中学校
いわき市立植田中学校（いわきしりつ うえだちゅうがっこう）は、福島県いわき市植田町根小屋25-4にある公立中学校。

## 概要
いわき市南部の勿来地区に位置する。校舎の裏には川がある。
周辺はかつて田んぼが多かったが、開発によって宅地化が進み、住宅地に囲まれた場所にある。周辺は道が狭く、通勤通学時間帯には自家用車や自転車、歩行者で混雑する。
学校行事は、入学式、体育祭、生徒会総会、合唱コンクール、部活動の大会、卒業式、離任式などがある。
部活動では吹奏楽部が、県などが主催し福島放送がライブ配信する「福島県吹奏楽コンクール」中学生の部に出場している。

### 校歌
校歌は、門田ゆたかが作詞を、古関裕而が作曲を担当した。

## 沿革
- 1967年（昭和42年） - 旧・いわき市立植田中学校と、いわき市立山田中学校が統合して開校[3]。
- 1982年（昭和57年）2月4日 - 校歌碑を建碑[2]。

## 施設、設備
- 北校舎：1年生から3年生までの教室、特別支援学級がある。また、第二音楽室、美術室、生徒会室などもある。
- 南校舎：職員室、保健室、理科室、第一音楽室、コンピューター室などがある。
- 体育館：授業、部活動などで使用。
- 柔剣道場（武道館）：授業、部活動などで使用。
- 校庭：授業、部活動などで使用。
- その他：プール、テニスコート、部活動の部室などがある。

## 学区
以下の市立小学校の学区を通学区域とする。
- いわき市立植田小学校[6]（石塚町、東田町を除く[5]）
  - 植田町（月山下、根小屋、館山を除く）、後田町（源道平を除く）、高倉町（鶴巻、磐下を除く）、江畑町、添野町、佐糠町、岩間町（輪山、小原、上山を除く）
- いわき市立菊田小学校[6]
  - 山田町、川部町（松ノ下及び大平）、仁井田町、中岡町、高倉町（鶴巻及び磐下）、錦町（川窪及び中岡）、後田町（源道平）、田人町旅人（字井戸沢）[注釈 1]、南台

- 学区が広く、遠方から通学する生徒もいるため、許可を得れば自転車通学も可能である。校内に駐輪場が整備されている。
- 学校付近の道路や校内の駐車場が狭いため、保護者の自家用車による送迎や校内への乗り入れ、学校周辺の道路への路上駐車は禁止されている。

## 交通アクセス
- 鉄道：JR植田駅から約1.5km
- 路線バス：新常磐交通（いわき中央営業所が運行）「植田中前」バス停留所下車、徒歩約2分
- 自家用車：常磐自動車道いわき勿来ICより自家用車で約15分

## 著名な卒業生
- 森まさこ - 第102代法務大臣、参議院議員、弁護士[7]
- 品川萬里 - 福島県郡山市長
- 髙萩洋次郎 - プロサッカー選手
- 坂本竜太郎 - 衆議院議員